# Haßmoning
Haßmoning ist ein Stadtteil von Traunreut und war früher eine eigenständige Gemeinde im Landkreis Traunstein. Das Dorf liegt an einem Abzweig der B 304 zwischen St. Georgen und Truchtlaching. Pfarrort der ehemaligen Gemeinde ist St. Georgen.

## Geschichte
Die Siedlung dürfte im 8. Jahrhundert entstanden sein. Die Gemeinde Haßmoning hatte sich seit 1818 aus dem Steuerdistrikt Pattenham entwickelt. Am 1. Mai 1926 wurde Haßmoning der Gemeinde Stein an der Traun angegliedert;  Am 1. Mai 1978 wurde das Gemeindegebiet nach Traunreut eingemeindet.

## Baudenkmäler
Die Kapelle in der Ortsmitte steht unter Denkmalschutz (Akten-Nummer D-1-89-154-11). Die Beschreibung des Bayerischen Landesamts für Denkmalpflege lautet:

„Kapelle, erbaut 1826; mit Ausstattung; in der Ortsmitte.“